# 白背鸭
白背鸭（學名Thalassornis leuconotus）是鴨科的一種涉禽。牠們與其他的鴨有所分別，最為接近的是樹鴨亞科，且與硬尾鴨亞科有一些相似。牠們是白背鴨屬下的唯一物種。
白背鴨很適合潛水。牠們甚至可以潛在水中達半分鐘之久。牠們特別喜歡睡蓮科的芽。當遇見危險時，牠們也會傾向潛入水中。
白背鴨分佈在南部非洲，尤其是介乎塞內加爾及西邊的乍得和東邊的埃塞俄比亞和南非。牠們棲息在湖泊、池塘及沼澤等，可以完美的偽裝在當中而不受掠食者騷擾。
白背鴨有兩個亞種：Thalassornis leuconotus leuconotus及Thalassornis leuconotus insularis。估計前者的數量約有10000-25000隻。後者只生活在馬達加斯加，因獵殺、失去棲息地及入侵物種而瀕危。研究發現在西馬達加斯加的Antsamaka湖上只有37隻Thalassornis leuconotus insularis；以往估計牠們的數量有2500-5000隻則顯得過於樂觀。白背鴨是《非洲-歐亞大陸遷徙水鳥保護協定》所保護的物種之一。